# Cor van der Gijp
Cornelis (Cor) van der Gijp (Dordrecht, 1 augustus 1931 – aldaar, 12 november 2022) was een Nederlands voetballer en voetbaltrainer. Hij was als speler actief bij Emma, Feijenoord en Blauw-Wit. Van der Gijp maakte voor Feyenoord 177 doelpunten. Hij staat daarmee op de tweede plaats in de lijst van topscoorders van deze Rotterdamse club, achter Jaap Barendregt. 

## Biografie

### Loopbaan als voetballer
Van der Gijp voetbalde met zijn drie broers Wim (1928-2005), Janus (1921-1979) en Freek (1919-2006) en neef Jur (1924-2012) bij Emma in Dordrecht en won in 1949 de Zilveren Bal. In de beginjaren van het betaalde voetbal werd hij voor 18.000 gulden aan Feijenoord verkocht. Hij speelde zijn eerste officiële wedstrijd voor die club op 8 januari 1956 en de laatste op 15 december 1963. Tijdens 233 competitiewedstrijden scoorde hij 177 maal en daarmee is hij topscorer aller tijden van Feyenoord. Althans, in de periode van het betaald voetbal, want Kees Pijl en Jaap Barendregt maakten in de periode voor de oorlog meer doelpunten.
Na zijn succesvolle periode in Rotterdam voetbalde Van der Gijp nog drie jaren bij Blauw-Wit in Amsterdam. Hij kwam dertien keer uit voor het Nederlands elftal en scoorde zes keer voor Oranje.

### Loopbaan als trainer
Na zijn carrière als voetballer werd Van der Gijp scheidsrechter. Hij werd op eigen verzoek direct in het betaald voetbal ingedeeld en floot vooral de reserveteams en was als grensrechter wel actief bij de eerste teams. Binnen de KNVB-scheidsrechters was er weerstand tegen Van der Gijp en hij stopte hierdoor na een seizoen. Hij was daarnaast verkoopleider bij oliebedrijf PAM.
Hij begon in 1968 zijn trainerscarrière bij VV Hardinxveld en was daarna werkzaam bij SV Nieuwkoop en VV Sliedrecht waar hij tegelijk ook eerst CS Unicum, en vervolgens RVVH trainde. Ondertussen behaalde hij zijn trainersdiploma's voor het betaald voetbal bij de KNVB. In 1972 werd hij trainer van Veendam, dat uitkwam in de Eerste divisie. In 1974 stopte hij bij de club, die in geldproblemen was gekomen, om een sportzaak te kunnen openen in zijn geboorteplaats Dordrecht. Een jaar later tekende hij een contract als trainer van FC Dordrecht. Een paar dagen later leverde hij zijn contract alweer in, toen bleek dat de club hem als stroman wilde gebruiken om assistent-trainer Mircea Petescu, die niet over de juiste diploma's beschikte, het eerste elftal te laten leiden. Hierna legde hij ook een aanbieding van SVV naast zich neer.
In 1985 werd Van der Gijp door DS '79, waar op dat moment twee van zijn kinderen speelden, gevraagd een rapport te schrijven over een meer professionele bedrijfsvoering van de club. Het kritische rapport viel slecht bij het bestuur, dat besloot het rapport terzijde te schuiven. Nadat de club echter in zwaar water bleef, werd Van der Gijp begin 1986 gevraagd elftalcoördinator te worden. Na twee weken leverde hij zijn contract echter weer in, omdat hij vond dat hij te weinig bevoegdheden kreeg. In de zomer van 1988 keerde hij terug naar DS '79 om er leiding te geven aan de jeugdopleiding.
In de zomer van 1989 toog hij als technisch coördinator naar Feyenoord. Hier kreeg hij, na het vertrek van Hans Kraay sr., samen met trainer Pim Verbeek de volledige technische leiding van de club. Hoewel het bestuur zich in eerste instantie schaarde achter de plannen van Van der Gijp en Verbeek, stelde de club na een dramatisch eerste half jaar Gunder Bengtsson aan als technisch directeur. Hierop besloot Van der Gijp zijn contract in te leveren.
Hierna was Van der Gijp tussen oktober 1990 en medio 1991 technisch directeur bij Eindhoven, waar hij met zijn papieren ervoor zorgde dat de ongediplomeerde Mario Verlijsdonk trainer van het eerste elftal kon worden. Hierna trok hij zich terug uit het betaald voetbal.

## Privéleven
Cor van der Gijp was de oom van ex-profvoetballer en entertainer René van der Gijp. Ook zijn zoon Dennis van der Gijp was actief in het betaald voetbal. 
De laatste jaren van zijn leven woonde hij in een verzorgingstehuis in Dordrecht. Van der Gijp overleed in november 2022 op 91-jarige leeftijd. Hij leed al enkele jaren aan dementie.

## Carrièrestatistieken
| Seizoen         | Club            | Land            | Competitie                   | Competitie | Competitie | Beker | Beker | Internationaal | Internationaal | Overig | Overig | Totaal | Totaal |
| Seizoen         | Club            | Land            | Competitie                   | Wed.       | Dlp.       | Wed.  | Dlp.  | Wed.           | Dlp.           | Wed.   | Dlp.   | Wed.   | Dlp.   |
| --------------- | --------------- | --------------- | ---------------------------- | ---------- | ---------- | ----- | ----- | -------------- | -------------- | ------ | ------ | ------ | ------ |
| 1954/55         | Emma            | Nederland       | Eerste klasse D (Afgebroken) | –          | 12         | –     | –     | –              | –              | 0      | 0      | –      | 12     |
| 1954/55         | Emma            | Nederland       | Eerste klasse A              | –          | 6          | –     | –     | –              | –              | 0      | 0      | –      | 6      |
| 1955/56         | Feijenoord      | Nederland       | Hoofdklasse B                | –          | 16         | –     | –     | –              | –              | 0      | 0      | –      | 16     |
| 1956/57         | Feijenoord      | Nederland       | Eredivisie                   | –          | 32         | –     | 7     | –              | –              | 0      | 0      | –      | 39     |
| 1957/58         | Feijenoord      | Nederland       | Eredivisie                   | –          | 24         | –     | 0     | –              | –              | 0      | 0      | –      | 24     |
| 1958/59         | Feijenoord      | Nederland       | Eredivisie                   | –          | 22         | –     | 0     | –              | –              | 0      | 0      | –      | 22     |
| 1959/60         | Feijenoord      | Nederland       | Eredivisie                   | –          | 26         | –     | –     | –              | –              | –      | 1      | –      | 27     |
| 1960/61         | Feijenoord      | Nederland       | Eredivisie                   | –          | 29         | –     | 0     | –              | –              | 0      | 0      | –      | 29     |
| 1961/62         | Feijenoord      | Nederland       | Eredivisie                   | –          | 18         | –     | 0     | 2              | 0              | 0      | 0      | –      | 18     |
| 1962/63         | Feijenoord      | Nederland       | Eredivisie                   | –          | –          | –     | 0     | 6              | 2              | 0      | 0      | –      | 2      |
| 1963/64         | Feijenoord      | Nederland       | Eredivisie                   | –          | –          | –     | 0     | –              | –              | 0      | 0      | –      | –      |
| 1964/65         | Blauw-Wit       | Nederland       | Eerste divisie               | –          | –          | –     | 0     | –              | –              | 0      | 0      | –      | –      |
| 1965/66         | Blauw-Wit       | Nederland       | Eerste divisie               | –          | –          | –     | 0     | –              | –              | 0      | 0      | –      | –      |
| 1966/67         | Blauw-Wit       | Nederland       | Eerste divisie               | –          | –          | –     | 0     | –              | –              | 0      | 0      | –      | –      |
| Carrière totaal | Carrière totaal | Carrière totaal | Carrière totaal              | –          | 185+       | –     | 7     | 8              | 2              | –      | 1      | –      | 195+   |

## Erelijst
Emma
| Nationaal    |    |      |
| Zilveren Bal | 1x | 1949 |

 Feijenoord
| Nationaal     |    |                  |
| Landskampioen | 2x | 1960/61, 1961/62 |